# Blood Bar
Blood Bar - L'Emprise est le premier roman de Daph Nobody, paru aux Éditions Sarbacane en 2009. Il appartient au genre de la littérature fantastique, et traite du phénomène des vampires de manière peu conventionnelle, ce qui lui a coûté un certain temps avant de trouver son public, mais qui lui a valu une reconnaissance certaine dans le milieu de la littérature de genre,.
Au-delà de son aspect fantastique, il se caractérise par un mélange de genres allant du polar au western, en passant par le thriller et l'épouvante. Le concept développé ici, celui des « bars à sang », trouve son origine dans deux nouvelles parues respectivement dans Les Ténèbres nues (Bar à sang 1, 2000) et La Lumière des Au-Delà (Bar à sang 2 : Le Réseau et les Fauves, 2006),.

## Résumé
Un homme du nom de Jooze Hallaghan décide, au crépuscule de son existence, de venger la mort de sa femme qui s’est suicidée quelques années plus tôt, à la suite d'un viol. Alors qu’il part à la recherche des quatre agresseurs, il rencontre Aaliana, une enfant génétiquement conçue par le gouvernement pour ne pouvoir se nourrir que de sang, sorte de robot en chair et en os, qui sous ses apparences d’innocence s’avère incarner un terrible prédateur. Il vient de trouver en elle un redoutable instrument de vengeance. Entre-temps, Bob Wayne, un employé des bars à sang, a été lancé à la poursuite de l’enfant afin de la ramener saine et sauve dans le Réseau de l’Artère. Mais l’homme a d’autres intentions, beaucoup moins louables...

## Personnages récurrents
- Alder Borderman : fondateur de la Confrérie de l’Artère, et plus tard créateur des Blood Bars. On le surnomme le « Pape du Sang ». Il est à la tête de toute la machine.
- Morgan Fayder : avocat attitré du Réseau des Blood Bars. Un avocat véreux, dans toute la splendeur du cliché.
- Nurman Fresh (de son vrai nom Nurman Freisch) : barman comme Zack, accro aux courses de chevaux ; il a détourné des recettes du Blood Bar pour rembourser ses dettes de jeu ; il est mort après avoir été torturé en prison, car ne pouvant être viré du fait qu’il en savait trop sur les coulisses du Réseau, il ne pouvait qu’être éliminé.
- Zack Fresh (de son vrai nom Zackariah Freisch) : barman récurrent d’un Blood Bar en forme de soucoupe volante ; il avait un frère du nom de Nurman, mort en prison quelques années plus tôt.
- Bronson Gavert : économiste chargé de la gestion du commerce des sangs indigènes et de ceux en provenance de l’étranger.
- Christopher Holland : distributeur principal de l’Internationale B.L.B. Un homme incapable d’allonger trois phrases sans parler d’argent.
- Todd Jo : employé des Blood Bars, meurt peu après le grand carambolage ; solitaire, en manque de tout, hippie égaré, qui n’a pas pu profiter de la révolution sexuelle en raison de sa laideur, et qui s’est rallié à la cause du sang par vengeance, tout en n’assumant pas cette appartenance, car c’est un homme sentimental et gorgé de bonnes intentions malgré lui.
- Mike Landrow : véritable instigateur du complot visant à déstabiliser Borderman et à faire perdre sa crédibilité et sa légitimité au Réseau des Blood Bars, un sabotage qui consistait à verser du poison dans le sang ; au contraire d’Ashton Tabargan, il fut tué lors d’une course-poursuite avec les hommes de main de Borderman, et Ash paya le prix plein pour les deux.
- George Leix : gardien de prison connu pour sa froideur et sa perversité (il a notamment fait partie de ces hommes qui ont torturé Nurman Fresh) ; il collectionne tout ce qui se rapporte aux Blood Bars ; connaissance de Bob Wayne, qu’il n’hésitera cependant pas à trahir au besoin.
- Ashton Tabargan : employé des Blood Bars ayant trahi le Réseau en aidant un autre employé à instiller du poison dans une livraison de sang, ce qui a causé une hécatombe dans le milieu des consommateurs de sang ; son châtiment est d’avoir été transformé en homme-distributeur de sang.
- Laura Tabargan : sœur d’Ashton ; par la faute de son frère, elle a été transférée au Japon, dans un BLOODSTRIP-TEASEBAR de Tokyo, où on en a fait une prostituée de luxe au service des consommateurs de sang nippons ; rebaptisée : Elizabeth.
- Robert Donald Wayne, alias « Bob Wayne » : Bras droit de Borderman, chasseur de primes, justicier implacable au service de la Police du Sang. Il est aussi envoyé en mission de prélèvement de sang sur les victimes lors de grandes catastrophes, avec toute une équipe sous ses ordres.
- Reds Lionel Window : Grand-père maternel d’Alder Borderman, âgé de 109 ans, vivant dans une maison de repos de grand luxe, place qu’il s’est payée après avoir gagné une somme colossale à la loterie ; il semble increvable, et dit avoir survécu aussi longtemps grâce à un rituel qu’il tient de ses ancêtres irlandais, à savoir : boire chaque soir, avant d’aller se coucher, un grand verre de sang de gibier. Alder sera très influencé par cet homme, et lancera sa chaîne des Blood Bars à la suite d'un conseil de ce dernier.

## Prix divers et nominations
- Mars 2011 : Blood Bar finaliste pour le prix Chimère 2011 (Paris)[13]
- Mai 2011 : Blood Bar nommé pour le prix des Futuriales 2011 (Aulnay-sous-Bois)[14]